# کارآگاه گجت (فیلم)
کارآگاه گجت (انگلیسی: Inspector Gadget) فیلمی در ژانر علمی–تخیلی است که در سال ۱۹۹۹ منتشر شد.

## داستان
جان براون، نگهبان خیال‌پرداز آزمایشگاه روباتیکی است که آرزو دارد به عنوان پلیس به مردم کمک کند. او عاشق دختر رئیس آزمایشگاه (برندا بردفورد) است و طی اتفاقاتی که برای دزدی از آزمایشگاه رخ می‌دهد آرتموس بردفورد (رئیس آزمایشگاه) می‌میرد. او به دنبال قاتلین آرتموس می‌رود و در حین تعقیب آنها تصادف کرده و مجروح می‌شود.
برندا پروژهٔ پدرش را روی جان ادامه می‌دهد و با کمک ابزارهایی از او یک پلیس نسل جدید به نام کاراگاه گجت می‌سازد. در ادامه، به عنوان پلیس وارد شهر می‌شود و پس از اتفاقاتی، گجت با قاتل پدر برندا درگیر می‌شود.

## بازیگران
- متیو برودریک
- روپرت اورت
- جولی فیشر
- میشل تراختنبرگ
- دابنی کلمن
- اندی دیک
- چری اوتری
- فرانسیس بای
- مایک هاگرتی
- آقای تی
- رنه اوبرجونیس

## بازخوردها
این فیلم با نقدها منفی همراه بود به طوری که در سایت بانک اطلاعات اینترنتی فیلم‌ها (IMDb) نمره ۴٬۲ از ۱۰ و در سایت متاکریتیک نمره ۳۶ از ۱۰۰ را کسب کرده است. همچنین این فیلم جایزه تمشک طلایی، از جمله بدترین فیلمنامه و بدترین جلوه‌های ویژه را دریافت کرده است.